# Locomotiva Berkshire
Una locomotiva a vapore di tipo "Berkshire" indica una locomotiva a vapore con rodiggio 2-8-4 (secondo la notazione Whyte). Il progetto fu inizialmente pensato per migliorare le Mikado USRA (2-8-2), che si riteneva mancasse di velocità e potenza sufficienti. Ciò fu superato con l'inclusione di un focolare più grande da 9.3 m2, che richiedeva un ulteriore asse posteriore, conferendo alla locomotiva il suo caratteristico rodiggio.
Il nome "Berkshire" fu scelto per le locomotive costruite dalla Lima Locomotive Works per la Boston & Albany Railroad collaudate sulle Berkshire Hills nel 1925. Non appena le A-1 surclassarono con successo le Mikado H-10, la Boston & Albany Railroad fu la prima compagnia a ordinare le Berkshire. La Lima Locomotive Works, la American Locomotive Company e la Baldwin Locomotive Works ne costruirono più di 600. Furono usate da un totale di 19 compagnie, tra cui la Erie Railroad, che ne aveva 105, più delle altre; la Chesapeake & Ohio Railway chiamò le sue "Kanawhas" e la Louisville & Nashville Railroad's, le cui locomotive erano classificate "classe M-1" furono invece soprannominate "Big Emmas".
Ad oggi, sono funzionanti solo due locomotive "Berkshire": La Pere Marquette 1225 e la Nickel Plate Road 765.